# ميخائيل كالدويل
ميخائيل كالدويل (بالإنجليزية: Michael Ryan Caldwell)‏ هو سياسي أمريكي، ولد في 26 أغسطس 1989. حزبياً، نشط في الحزب الجمهوري. وقد انتخب عضو مجلس نواب جورجيا.

## وصلات خارجية
- الموقع الرسمي